# Laura Coombs
Laura Coombs (Gravesend, 29 gennaio 1991) è una calciatrice inglese, centrocampista del Manchester City e della nazionale inglese.
Nella sua ultradecennale carriera ha vinto un titolo di campione d'Inghilterra, con l'Arsenal, e una FA Women's Cup, con il Manchester City, vestendo inoltre la maglia della nazionale inglese sia a livello giovanile, vincendo con la formazione Under-19 l'Europeo di Bielorussia 2009, che, pur se brevemente nel 2015, con la nazionale maggiore

## Carriera

### Club
Coombs ha iniziato a giocare a calcio all'età di sette o otto anni, quando si è unita a una squadra gestita dal padre della sua migliore amica. È passata al settore giovanile dell'Arsenal e ha iniziato a giocare in prima squadra a 16 anni. Nel settembre 2009 Coombs ha esordito in UEFA Women's Champions League nella vittoria per 9-0 dell'Arsenal sul PAOK. Nell'estate 2011 Coombs ha sottoscritto un contratto professionistico la squadra statunitense Los Angeles Strikers, segnando una rete su otto presenze in W-League.
Durante la pausa di metà stagione del campionato 2011, la stagione inaugurale della FA Women's Super League 1, Coombs si è trasferita al Chelsea. Il Chelsea ha raggiunto la finale di FA Women's Cup per la prima volta nel 2012, ma alla fine è stato battuto dal Birmingham City ai calci di rigore dopo aver preso due volte il comando in un pareggio per 2-2. Nella pausa di metà stagione del 2013, Coombs ha avuto un altro periodo con LA Strikers. All'edizione 2013 del mondiale per club, Coombs ha segnato nella semifinale vinta dal Chelsea 3-2 sul Sydney FC a Okayama, in Giappone.
Nel 2015 il Chelsea ha vinto il suo primo trofeo importante, nella finale della FA Women's Cup 2015 allo Stadio di Wembley. Hanno poi battuto il Sunderland 4-0 nell'ottobre 2015 per assicurarsi il titolo FA WSL e il double League-Cup. Le compagne di squadra hanno notato un miglioramento della forza e della potenza di Coombs in quella stagione, a seguito del passaggio della squadra dall'allenamento part-time a quello a tempo pieno.

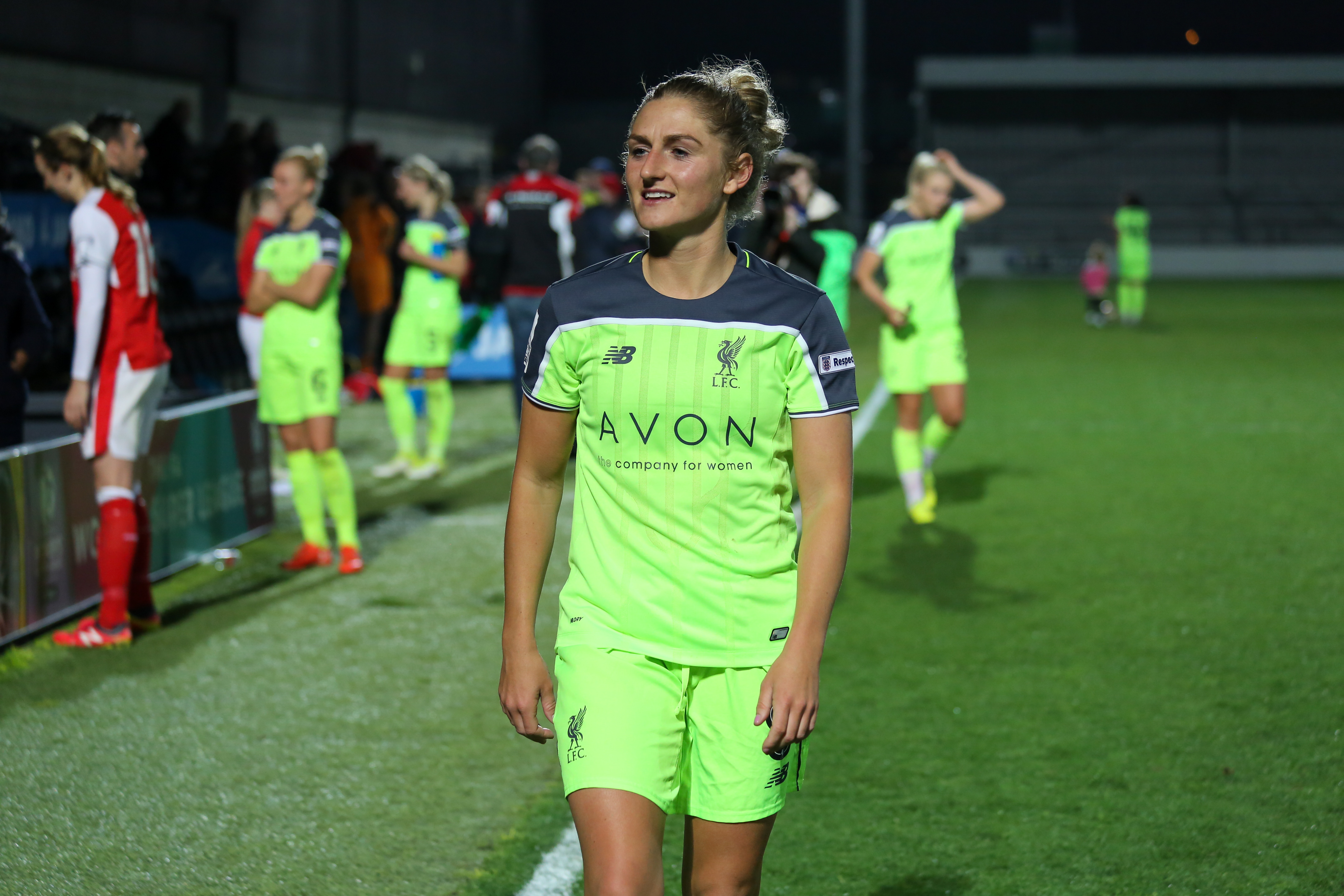
Harrow, Londra, The Hive Stadium: Coombs, con la maglia del, in occasione dell'incontro con l' di FA WSL del 4 maggio 2017.

Coombs ha annunciato un trasferimento in prestito per tutta la stagione al Liverpool, rivale della FA WSL il 22 dicembre 2015, lo stesso giorno in cui il Chelsea ha ingaggiato Karen Carney dal Birmingham City.
Nell'aprile 2017 viene annunciato il suo effettivo trasferimento alle Reds' Ladies, con le quali Coombs firma un contratto per altre due stagioni contribuendo a giocare campionati di centro classifica conclusi al 6º (2017-2018) e all'8º posto (2018-2019).
Nel maggio 2019 il club annuncia che la centrocampista non rinnoverà il contratto con il Liverpool e qualche settimana più tardi viene confermato il suo trasferimento al Manchester City con il quale firma un contratto biennale.
Alla sua prima stagione con le Citizens contribuisce a far giocare alla sua squadra un campionato di vertice, terminato al 2º posto in FA WSL, tornando a disputare la Champions League, con il City che viene eliminato agli ottavi di finale della stagione 2019-2020, e battendo in finale l'Everton per 3-1 ai supplementari vince la sua prima FA Women's Cup, 3º titolo conquistato per il club.

### Nazionale
Coombs inizia ad essere convocata dalla Federazione calcistica dell'Inghilterra (Football Association - The FA) dal 2009, inizialmente nella formazione Under-19 allenata dal tecnico Mo Marley, inserita in rosa con la squadra che affronta la fase finale dell'Europeo di Bielorussia 2009, festeggiando con le compagne la conquista del primo titolo continentale di categoria per la federcalcio inglese battendo in finale le pari età della Svezia con il risultato di 2-0. Marley la chiama anche per le fasi di qualificazione al successivo Europeo di Macedonia 2010 condividendo il percorso della sua nazionale che, dopo aver conquistato l'accesso alla fase finale, raggiunge la finale del 5 giugno 2010 perdendola per 2-1 con la Francia. In quell'occasione Coombs era tuttavia stata esclusa per infortunio prima della semifinale.
Dopo aver indossato la maglia dell'Under-23, maturando 6 presenze e segnando una rete tra il 2012 e il 2014, tutte in amichevole, nell'ottobre 2015 arriva anche la prima convocazione in nazionale maggiore da parte dell'allora commissario tecnico Mark Sampson. Chiamata in occasione della stagione iniziale del Yongchuan International Tournament, torneo a invito che si svolge nel distretto di Yongchuan, Cina., fa il suo debutto con la maglia dell'Inghilterra il 23 ottobre, rilevando all'89' Isobel Christiansen nell'incontro perso 2-1 con la Cina, giocando in quell'occasione anche qualche minuto dalla fine del secondo incontro vinto 1-0 con l'Australia.

## Palmarès

### Club
- FA Women's Premier League National Division: 1

Arsenal: 2009-2010
- FA Women's Cup: 1

Manchester City: 2019-2020
- FA Women's League Cup: 1

Manchester City: 2021-2022

### Nazionale
- Campionato d'Europa under 19: 1

2009
- Arnold Clark Cup: 1

2023
- Finalissima: 1

2023